# Petre Posea
Petre Posea (n. 25 iunie 1944, Viscri, județul Brașov) este un fost deputat român. În legislatura 1990-1992, Petre Posea a fost ales în județul Buzău pe listele partidului FSN, a fost membru în grupurile parlamenatare de prietenie cu Republica Turcia, Republica Venezuela, Republica Chile, Republica Corea, Republica Libaneză și Regatul Spaniei dar a demisionat pe data de 4 mai 1992. Ĩn legislatura 1992-1996, Petre Posea a fost ales pe listele PDSR,  dar pe data de 1 mai 1993 a demisionat din Camera Deputaților și a fost înlocuit de deputatul Liviu Mladin. În legislatura 2000-2004, Petre Posea a fost ales ca deputat pe listele PDSR, a devenit membru PSD și a fost membru în grupurilr parlamentare de prietenie cu Albania, Republica Federativă a Braziliei și Republica Turcia.
Petre Posea a studiat la Facultatea de Industrializare a Lemnului, Brașov.